# Taylor J-2
Die Taylor J-2 Cub ist ein Leichtflugzeug des US-amerikanischen Herstellers Taylor Aircraft Company aus den 1930er Jahren. Nach der Übernahme durch Piper wurde das Muster bis 1938 als Piper J-2 Cub weitergebaut.

## Geschichte

### Entwicklung

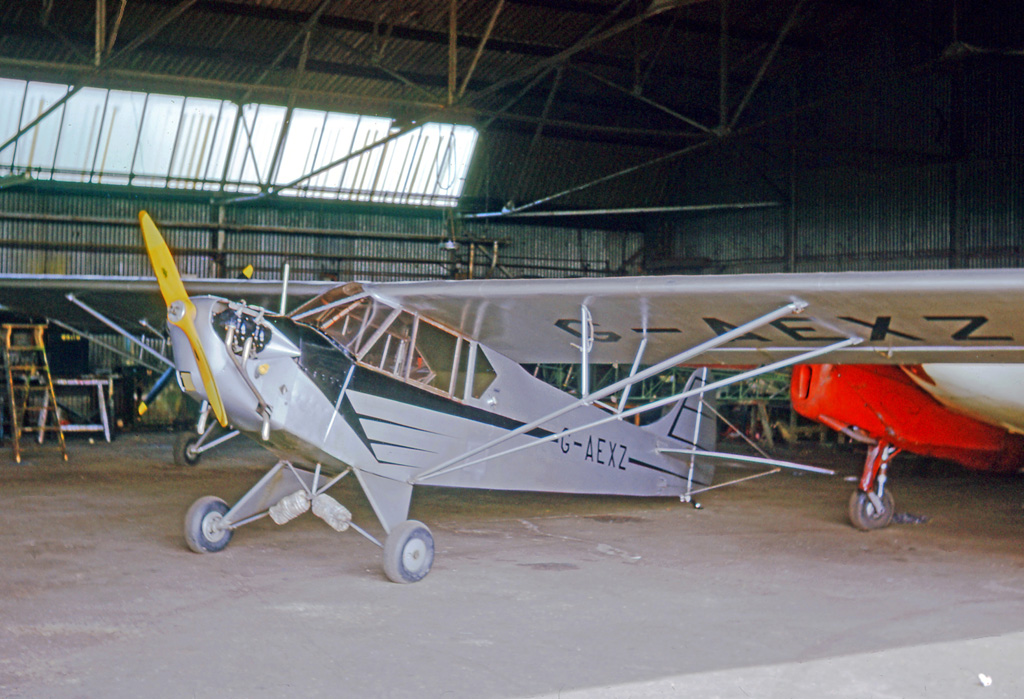
1938 gebaute Piper J-2 Cub auf dem Fair Oaks Airfield, England, 1965

Die J-2 Cub war eine Weiterentwicklung der von Gilbert Taylor konstruierten Taylor E-2 Cub, da deren Verkaufszahlen von 1931 bis 1935, einschließlich ihrer Varianten F-2, G-2 und H-2, eher mager blieben. Die E-2 war nach Ansicht Pipers, der Anteilseigner bei der Taylor Aircraft Company war, zu aufwendig und damit zu teuer für eine Massenfertigung. Er wies deshalb den seit 1931 bei Taylor beschäftigten jungen Ingenieur Walter Jamouneau an, die Cub konstruktiv zu überarbeiten. Dies geschah während einer längeren krankheitsbedingten Abwesenheit von Taylor. Nach eher zweifelhaften Überlieferungen entließ Taylor bei der Rückkehr und dem Anblick der stark verbesserten J-2 die drei Mann starke Entwicklungsabteilung. Der stark verärgerte Piper soll ihm daraufhin ein Ultimatum in der Form gestellt haben: buy me out, or let me buy you out (Kaufe mich auf, oder ich kaufe dich auf).
Gilbert Taylor verkaufte schließlich 1935 seine Firmenbeteiligung an Piper, verließ mit einer Abfindung von drei Jahresgehältern die Taylor Aircraft Company und begann in Butler (Pennsylvania) mit der Taylor Young Airplane Corporation eine neue Unternehmung. Am 16. März 1937 wurde die ursprüngliche Taylor-Fabrik in Bradford (Pennsylvania) durch einen Brand zerstört, wonach Piper die Produktion im Mai 1937 in Lock Haven (Pennsylvania) wieder neu aufnahm. Im November 1937 erfolgte die Umbenennung des Unternehmens in Piper Aircraft Corporation.

### Produktion
Im Jahr 1936 wurden 515 J-2 von Taylor produziert. 1937 waren es 658 von Taylor und Piper zusammen und 1938 betrug die Produktion lediglich noch 23 Exemplare, da zu diesem Zeitpunkt die Serienproduktion der Piper J-3 Cub bereits angelaufen war. Eine Anzahl von J-2 Cubs wurde auch nach Europa exportiert. 2009 waren noch über 100 Taylor und Piper J-2 in den USA registriert.
In den Jahren 1936 und 1937 wurden einige Maschinen von Aircraft Associates in Kalifornien fertiggestellt, die als Western Cub bezeichnet wurden.

### Bezeichnung
Der Buchstabe „J“ in der Baumusterbezeichnung stand nicht wie oft beschrieben für den Namen „Jamouneau“, sondern war in der Taylor-Sequenz nach „H“ und der Auslassung von „I“ wegen der Verwechslungsgefahr mit der römischen Ziffer, der nächstfolgende Variantenbuchstabe.

## Konstruktion
An der J-2 verwendete Taylor für die Tragfläche mit Rechteckgrundriss ein USA 35-B-Profil. Die Holme bestehen aus Fichtenholz, während die Rippen aus 26-Nicral, einer Nickel-Aluminium-Legierung hergestellt sind. Die Querruder besitzen eine genietete Aluminium-Struktur mit je neun Rippen. Jedes Querruder hat eine Länge von 2,78 m und eine Tiefe von 0,34 m. Der 6,84 m lange Rumpf ist aus vier Längsträgern mit einem Stahlrohrgerüst aufgebaut. Für den Vorderrumpf wird Chrom-Molybdän-Stahl und ansonsten billigerer Kohlenstoffstahl eingesetzt. Angeblich sollen in jeder Cub 150 laufende Meter nahtlose Stahlrohre verwendet werden. Das Leitwerk mit einer Spannweite von 2,90 m ist ebenfalls eine geschweißte Stahlrohrkonstruktion. Statt des standardmäßigen Schleifsporns konnte als Sonderausrüstung auch ein steuerbares Spornrad bestellt werden.
Das gesamte Flugzeug war ursprünglich mit Flightex, einem leichten, eigentlich für Segelflugzeuge vorgesehenen Stoff, bespannt. Darauf folgte ein Anstrich mit Murphy dope. Bei Restaurierungsarbeiten für fliegende Exemplare wird jedoch in der Regel ein dickerer Stoff und haltbare Farbe eingesetzt.
Die J-2 hatte gegenüber der E-2 abgerundete Tragflächenenden und Leitwerksflächen und breitere Reifen. Angetrieben von einem 37-PS-Continental-A-40-3-Kolbenmotor erschien die J-2 im Oktober 1935, wonach die Musterzulassung am 14. Februar 1936 erteilt wurde. Ab September 1936 ersetzte man das Triebwerk durch die 40 PS leistende Continental A-40-4-Variante.

## Varianten
Während die E-2 noch mit einer Reihe unterschiedlicher Motoren angeboten wurde, war für die J-2 lediglich der Continental A-40 erhältlich. Die offene Variante New Silver Cub verkaufte Taylor für 858 US-Dollar ohne Triebwerk. Mit Propeller und Motor stieg der Preis auf 1270 US-Dollar, der Ersatz der Bronzeradlager durch Rollenlager, kostete 10 US-Dollar zusätzlich. Die geschlossene Version kostete 1308 und das Cub-Yellow-Modell 1340 US-Dollar. Es wurden als Zusatzausstattung auch Edo-Schwimmer für 725 und Kufen für 50 US-Dollar angeboten.

## Technische Daten
| Kenngröße             | Daten                                                                  |
| --------------------- | ---------------------------------------------------------------------- |
| Besatzung             | 1                                                                      |
| Passagiere            | 1                                                                      |
| Länge                 | 6,84 m                                                                 |
| Spannweite            | 10,74 m                                                                |
| Höhe                  | 1,98 m                                                                 |
| Flügelfläche          | 16,54 m²                                                               |
| Flügelstreckung       | 7,0                                                                    |
| Startstrecke          | 38 m                                                                   |
| Landestrecke          | 31 m                                                                   |
| Leermasse             | 256 kg                                                                 |
| Startmasse            | 440 kg                                                                 |
| Reisegeschwindigkeit  | 112 km/h                                                               |
| Höchstgeschwindigkeit | 136 km/h                                                               |
| Landegeschwindigkeit  | 46 km/h                                                                |
| Dienstgipfelhöhe      | 3600 m                                                                 |
| Reichweite            | 350 km                                                                 |
| Triebwerke            | ein Continental A-40-Vierzylinder-Boxermotor mit 38 bis 40 PS Leistung |